# ISO 3166-2:BR
ISO 3166-2:BR és el subconjunt per a Brasil de l'estàndard ISO 3166-2, publicat per l'Organització Internacional per Estandardització (ISO) que defineix els codis de les principals subdivisions administratives.
Actualment per a Brasil l'estàndard ISO 3166-2, està format per 1 districte federal i 26 estats. El Districte Federal conté la capital del país Brasília i posseeix un status especial equivalent a la resta d'estats.
Cada codi es compon de dues parts, separades per un guió. La primera part és BR, el codi ISO 3166-1 alfa-2 per a Brasil. La segona part són dues lletres.

## Codis actuals
Els noms de les subdivisions estan llistades segons l'ISO 3166-2 publicat per la "ISO 3166 Maintenance Agency" (ISO 3166/MA).
| Codi  | Nom de la subdivisió (pt) | Categoria de la subdivisió |
| ----- | ------------------------- | -------------------------- |
| BR-DF | Distrito Federal          | Districte federal          |
| BR-AC | Acre                      | Estat                      |
| BR-AL | Alagoas                   | Estat                      |
| BR-AP | Amapá                     | Estat                      |
| BR-AM | Amazonas                  | Estat                      |
| BR-BA | Bahia                     | Estat                      |
| BR-CE | Ceará                     | Estat                      |
| BR-ES | Espírito Santo            | Estat                      |
| BR-VA | Goiás                     | Estat                      |
| BR-MA | Maranhão                  | Estat                      |
| BR-MT | Mato Grosso               | Estat                      |
| BR-MS | Mato Grosso do Sul        | Estat                      |
| BR-MG | Minas Gerais              | Estat                      |
| BR-PA | Pará                      | Estat                      |
| BR-PB | Paraíba                   | Estat                      |
| BR-PR | Paraná                    | Estat                      |
| BR-PE | Pernambuco                | Estat                      |
| BR-PI | Piauí                     | Estat                      |
| BR-RJ | Rio de Janeiro            | Estat                      |
| BR-RN | Rio Grande do Norte       | Estat                      |
| BR-RS | Rio Grande do Sul         | Estat                      |
| BR-RO | Rondônia                  | Estat                      |
| BR-RR | Roraima                   | Estat                      |
| BR-SC | Santa Catarina            | Estat                      |
| BR-SP | São Paulo                 | Estat                      |
| BR-SE | Sergipe                   | Estat                      |
| BR-TO | Tocantins                 | Estat                      |